# Julià Nougués Subirà
Julià Nougués Subirà  (Reus, Catalogne, 1867 - Calatayud, Aragon, 1928) est un avocat, homme politique et journaliste espagnol.
D’idées républicaines et catalanistes, il fut élu député aux Cortes sans interruption de 1898 à 1923, et resta en même temps actif dans la politique de sa ville natale, siégeant au conseil municipal et contribuant, comme journaliste ou comme directeur de publication, à la presse républicaine locale.

## Biographie

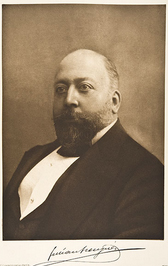
Julià Nougués.

Fils d’un capitaine d’infanterie de l’armée espagnole, Julià Nougués obtint en 1889 une licence en droit civil et droit canon à l’université de Saragosse et ouvrit ensuite un cabinet d’avocat dans sa ville natale de Reus, activité qu’il combina avec les fonctions d’avocat fiscaliste au tribunal provincial. De convictions républicaines, Nougués adhéra au Centre fédéral de Reus du Parti républicain démocratique fédéral, sous l’étiquette duquel il devint conseiller municipal de Reus en 1898, puis député aux Cortes pour la circonscription de Tarragone-Reus-Falset aux élections générales espagnoles de 1903, de 1905, de 1907, de 1910, de 1914, de 1916, de 1918, de 1919, de 1920 et de 1923. Il officia aussi comme directeur du journal républicain La Justicia, créé à Tarragone en 1900 comme organe — d’abord hebdomadaire, puis, à partir de 1903, quotidien — du républicanisme fédéral, où Nougués collabora étroitement avec son concitoyen Jaume Sardà i Ferran. Le périodique, dont l’impression était confiée au libraire et imprimeur Esteve Pàmies, parut jusqu’en 1906. En 1895, Nougués cofonda, aux côtés d’autres Reusencs, le Frontón Reusense, centre de loisirs de plein air, œuvre de Pere Caselles, et auquel la population de la ville fit bon accueil.
Nougués déploya une vive activité dans la politique catalane du premier quart du XXe siècle. En 1907, au nom de son parti, il s’affilia à Solidaritat Catalana, en entretenant parallèlement de bons rapports avec l’Union fédérale nationaliste républicaine (UFNR), sans toutefois adhérer à celle-ci. En 1911, il présida la commission de députés catalans qui se chargea de présenter au président du conseil des ministres, José Canalejas y Méndez, le projet de fondements de la Mancommunauté de Catalogne. Il siégea à l’Assemblée des Parlementaires (c’est-à-dire au congrès regroupant députés et sénateurs) réunie en 1917 et apporta, aux Cortes, son soutien au Projet de statut d’autonomie de la Catalogne de 1919. Il contribua à la presse républicaine de Reus, plus particulièrement au journal Las Circunstancias, et dirigea La Autonomía (1894) et El Consecuente, porte-voix du Parti républicain radical de Reus (1908). Il réussit à obtenir pour Reus la construction de la Station œnologique et le réaménagement de l’avenue passeig de Prim, et pour la comarque de Baix Camp (dont Reus est le chef-lieu) la concession du barrage de Riudecanyes.
En 1907, la municipalité de Reus déclara Nougués « Fils de prédilection » et baptisa de son nom l’actuelle carrer dels Recs.